# Rhadinaea cuneata
Espèce
Statut de conservation UICN

 DD  : Données insuffisantes
Rhadinaea cuneata  est une espèce de serpents de la famille des Dipsadidae.

## Répartition
Cette espèce est endémique du Mexique.

## Publication originale
- Myers, 1974 : The systematics of Rhadinaea (Colubridae), a genus of New World snakes. Bulletin of the American Museum of Natural History, vol. 153, no 1, p. 1-262 (texte intégral).